# Grenadatangare
De grenadatangare (Stilpnia cucullata synoniem: Tangara cucullata) is een zangvogel uit de familie Thraupidae (tangaren).

## Verspreiding en leefgebied
Deze soort telt 2 ondersoorten:
- S. c. versicolor: komt voor op Saint Vincent.
- S. c. cucullata: komt voor op Grenada.